# Tomicha natalensis
Tomicha natalensis es una especie de molusco gasterópodo de la familia Pomatiopsidae en el orden de los Mesogastropoda.

## Distribución geográfica
Es endémica de Sudáfrica. 